# Bonavigo
Bonavigo – miejscowość i gmina we Włoszech, w regionie Wenecja Euganejska, w prowincji Werona.
Według danych na rok 2004 gminę zamieszkiwało 1879 osób, 110,5 os./km².